# 镰鱼科
镰鱼科（学名：Zanclidae）为刺尾鱼目的一科鱼类。

## 下级分类
本科包括以下属：
- †始镰鱼属 Eozanclus Blot & Voruz, 1975
- 镰鱼属 Zanclus Cuvier, 1831